# Bogoljuba
Bogoljuba je žensko osebno ime.

## Izvor imena
Ime Bogoljuba je različica moškega osebnega imena Bogoljub.

## Pogostost imena
Po podatkih Statističnega urada Republike Slovenije na dan 31. decembra 2007 v Sloveniji ni ženskih oseb z imenom Bogoljuba, ali pa je bilo število nosilk tega imena manjše od: 5.

## Osebni praznik
Osebe z imenom Bogoljuba lahko godujejo takrat kot osebe z imenom Boboljub.